# Banho de leite

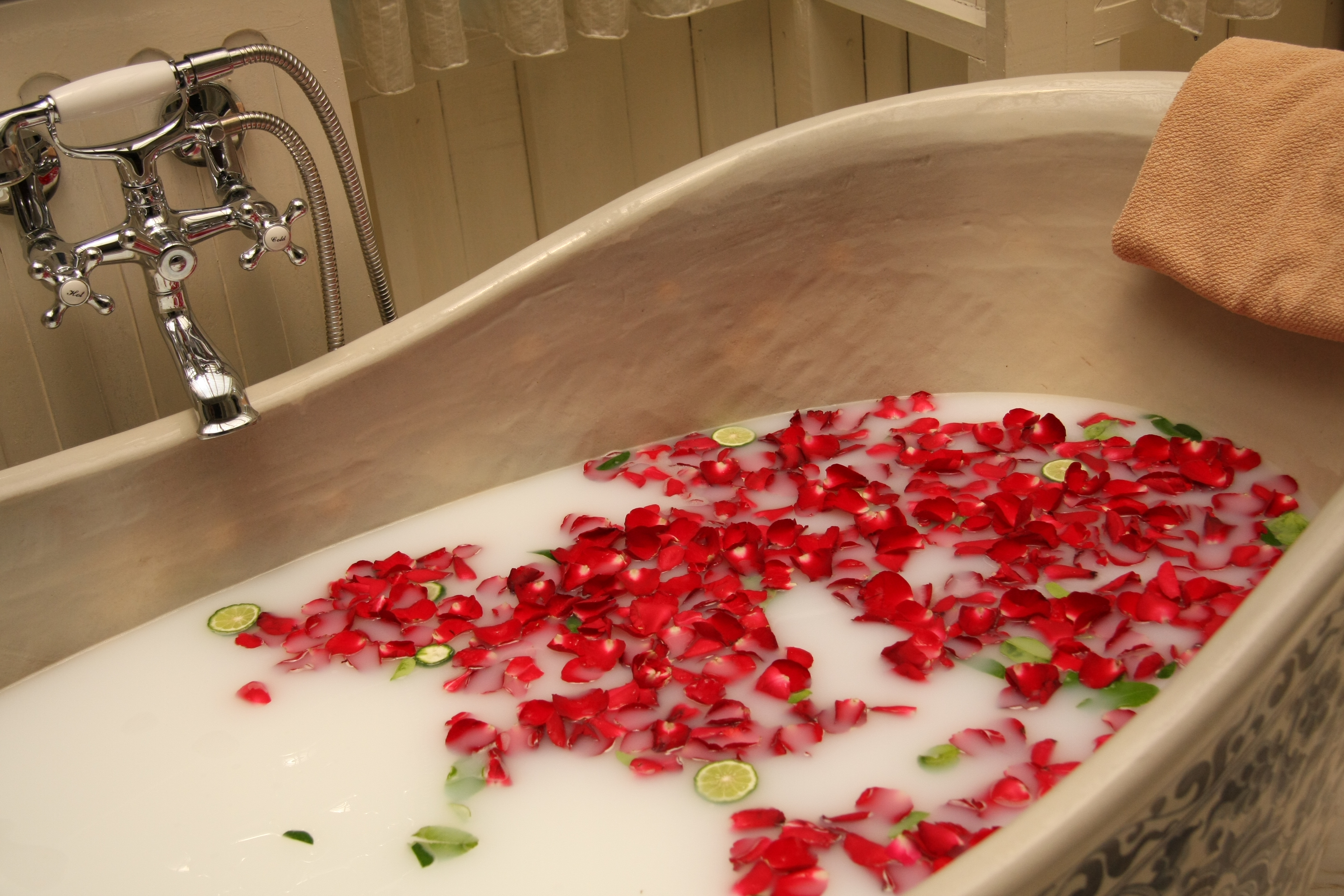
Um banho de leite e pétalas de rosa em um spa resort na Tailândia

Um banho de leite é um banho que se toma em leite em vez de água. Também podem ser adicionados outros aromas, como mel, rosa, margaridas e óleos essenciais. Os banhos de leite usam ácido láctico, um alfa hidroxiácido, para dissolver as proteínas responsáveis pela união das células mortas da pele.

## História
Reza a lenda que Cleópatra tomava banho diariamente com leite de cabra para melhorar sua pele. Não há confirmação dessa lenda e alguns historiadores acreditam que a imperatriz romana Poppaea estabeleceu essa moda de banho após a morte de Cleópatra.
As rainhas Catherine Parr e mais tarde Elizabeth I da Inglaterra usaram banhos de leite para deixar a pele mais jovem e pálida.
A tintura de benjoim também era chamada de 'banho de leite' na América do século XIX, algumas vezes confundida com banhos de leite de vaca, também populares na época.
O leite de vaca também é uma técnica de banho encontrada na Índia em 1800 em "Cinquenta e um anos de vida vitoriana" pela Condessa Viúva de Jersey.
No início dos anos 1900, descobriu-se que a cantora e estrela da Broadway Anna Held tomava banho com leite diariamente, porém mais tarde se revelou que ela tomava banho com leite 2 vezes por semana quando morava em Paris, mas durante as viagens era mais difícil fazer isso. Seu marido, Florenz Ziegfeld Jr., disse à imprensa que ela tomava banho com leite diariamente e organizava sessões de fotos para que os repórteres pudessem fotografar o leite sendo entregue a ela.
Um banho de soro de leite coalhado também era uma antiga técnica de banho histórica comum aplicada em animais de exibição e continua sendo usada hoje (como porcos e cães).

## No folclore
Segundo estudiosos, os banhos de leite serviam "como receita de beleza", bem como para cura, rejuvenescimento e desencanto.

## No cinema e na mídia
- Um banho de leite para supostos fins medicinais é dado em uma criança moribunda no ser filme Night Nurse de 1931.
- Poppaea (Claudette Colbert) toma banho de leite no filme de 1932 O Sinal da Cruz.
- Em Gigi, tia Alicia é vista tomando banho de leite com renda forrando a banheira.
- Em Carry On Cleo (1964), Marco Antônio e Cleópatra se encontram pela primeira vez enquanto ela toma um banho de leite.
- No filme Charlotte's Web de 1973, Edith Zuckerman, esposa de Homer, sugere dar a Wilbur um banho de leitelho em preparação para a feira.
- A Rainha Ravenna (Charlize Theron) toma banho em um banho de leite enquanto usava sua coroa no filme Branca de Neve e o Caçador de 2012.[10]
- Um banho de leite pode ser observado na 1ª temporada, no episódio 9 da série de televisão Spartacus, interpretada por Lucretia (Lucy Lawless).
- Ran Jutul (Synnøve Macody Lund) toma banho de leite na série de televisão norueguesa Ragnarok, temporada 1 episódio 4.

## Vários ingredientes

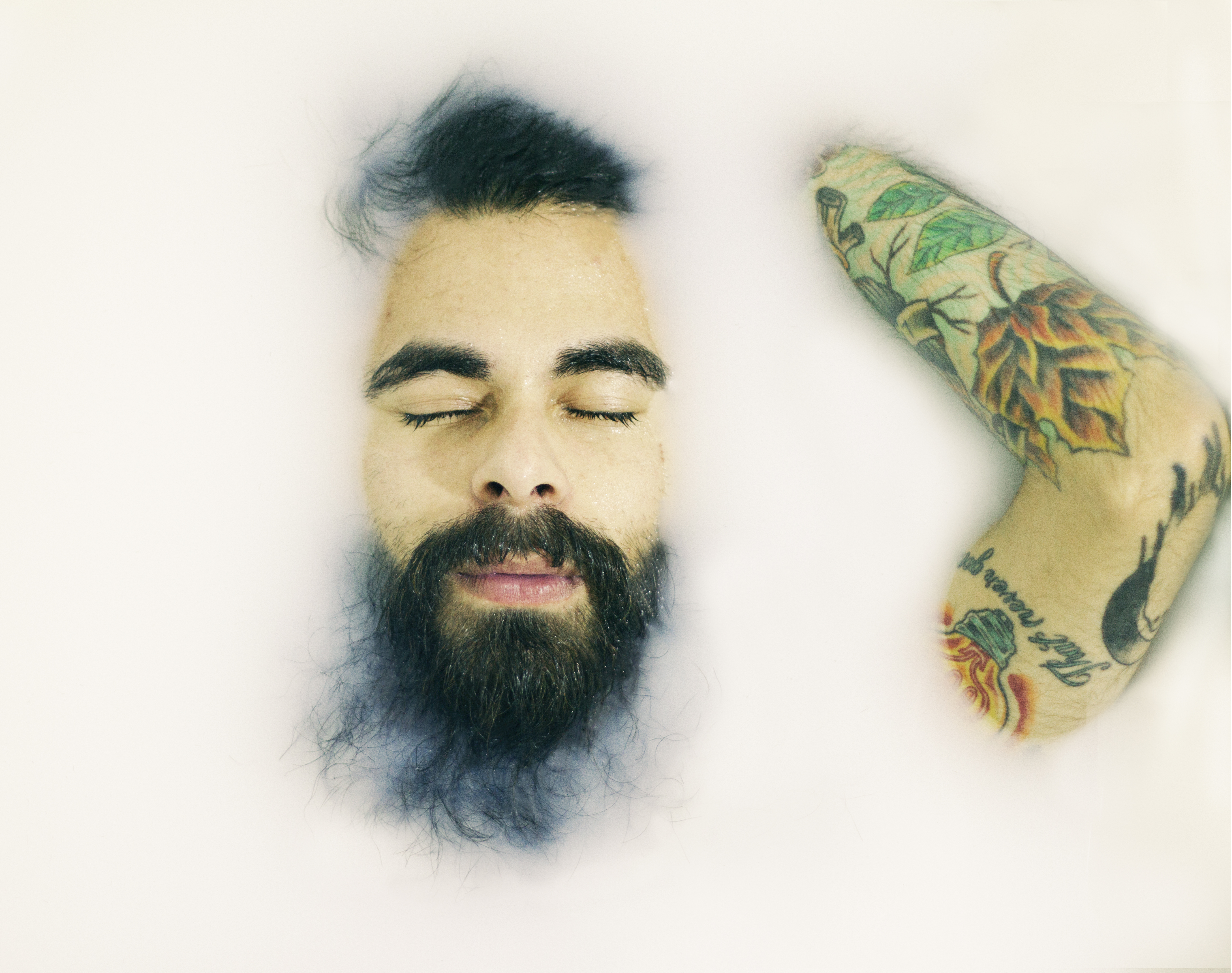
Um homem relaxa em um banho de leite

Obrigatório
- Leite fresco ou leite em pó

Opcional
- Água
- Mel[11]
- Aveia
- Farinha de amêndoa
- Lavanda[11]
- Óleos essenciais[12]
- Ervas
- Noz-moscada
- Raiz de Orris
- Óleo de bergamota
- Óleo de gerânio
- Óleo de vitamina E
- Amido de milho
- Algas marinhas
- Sal marinho